# Eublemma debivar
Eublemma debivar är en fjärilsart som beskrevs av Emilio Berio 1945. Eublemma debivar ingår i släktet Eublemma och familjen nattflyn. Inga underarter finns listade i Catalogue of Life.